# Alypophanes
Alypophanes é um gênero de traça pertencente à família Arctiidae.

## Espécies
- Alypophanes flavirosea Hampson, 1911
- Alypophanes iridocosma Turner, 1908
- Alypophanes phoenicoxantha Hampson, 1911